# Abraxas adilluminata
Abraxas adilluminata là một loài bướm đêm trong họ Geometridae.

## Hình ảnh

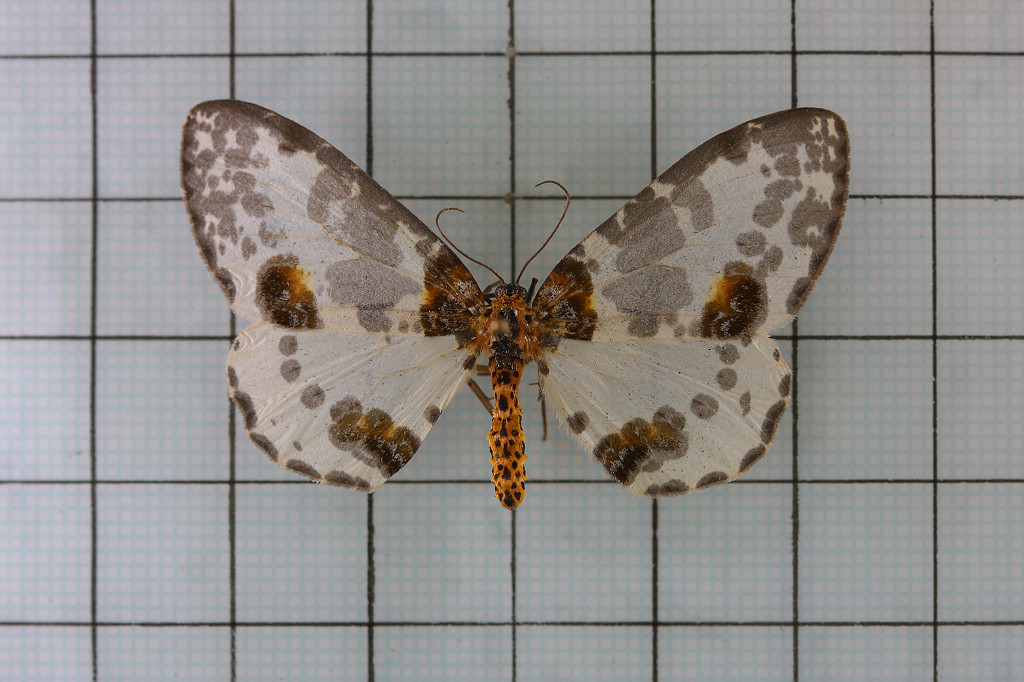